# Odpowiedź odpornościowa komórkowa
Odpowiedź odpornościowa komórkowa – mechanizmy odpowiedzi odpornościowej, w których główną rolę odgrywają uczulone limfocyty T bezpośrednio znajdujące się w miejscu wstępowania antygenu i oddziałujące z komórkami efektorowymi (np. makrofagami różnych typów, granulocytami itp.) lub same biorące bezpośredni udział w likwidacji komórek niosących antygen wobec którego jest wyzwolona reakcja limfocytu Tc.
Pojęcie odpowiedzi komórkowej zostało niegdyś zdefiniowane jako przeciwieństwo odpowiedzi humoralnej, gdzie elementem rozpoznającym antygen są przeciwciała, w związku z tym reakcja mogła być wyzwolona przez podanie bezkomórkowego płynu zawierającego przeciwciała, podczas gdy inne reakcje wymagały podania uczulonych wcześniej komórek. Jest to podział sztuczny, gdyż produkcja przeciwciał jest jednym z możliwych ramion odpowiedzi immunologicznej mediowanej przez te same mechanizmy co odpowiedź komórkowa, tylko zastosowana "broń" (przeciwciało) ma możliwość rażenia na odległość.
Przykładami procesów odpornościowych o podłożu komórkowym mogą być reakcje głównie przeciw patogenom wewnątrzkomórkowym jak wirusy, prątki oraz nowotworom.
Przykładami spaczonej odpowiedzi typu komórkowego są: nadwrażliwości typu IV, niektóre choroby autoimmunizacyjne jak np. (stwardnienie rozsiane, cukrzyca typu I).